# یو بنکو
یو بنکو (انگلیسی: Jo Benkow; ۱۵ اوت ۱۹۲۴ – ۱۸ مهٔ ۲۰۱۳) سیاستمدار اهل نروژ بود.